# Waldemar Legień

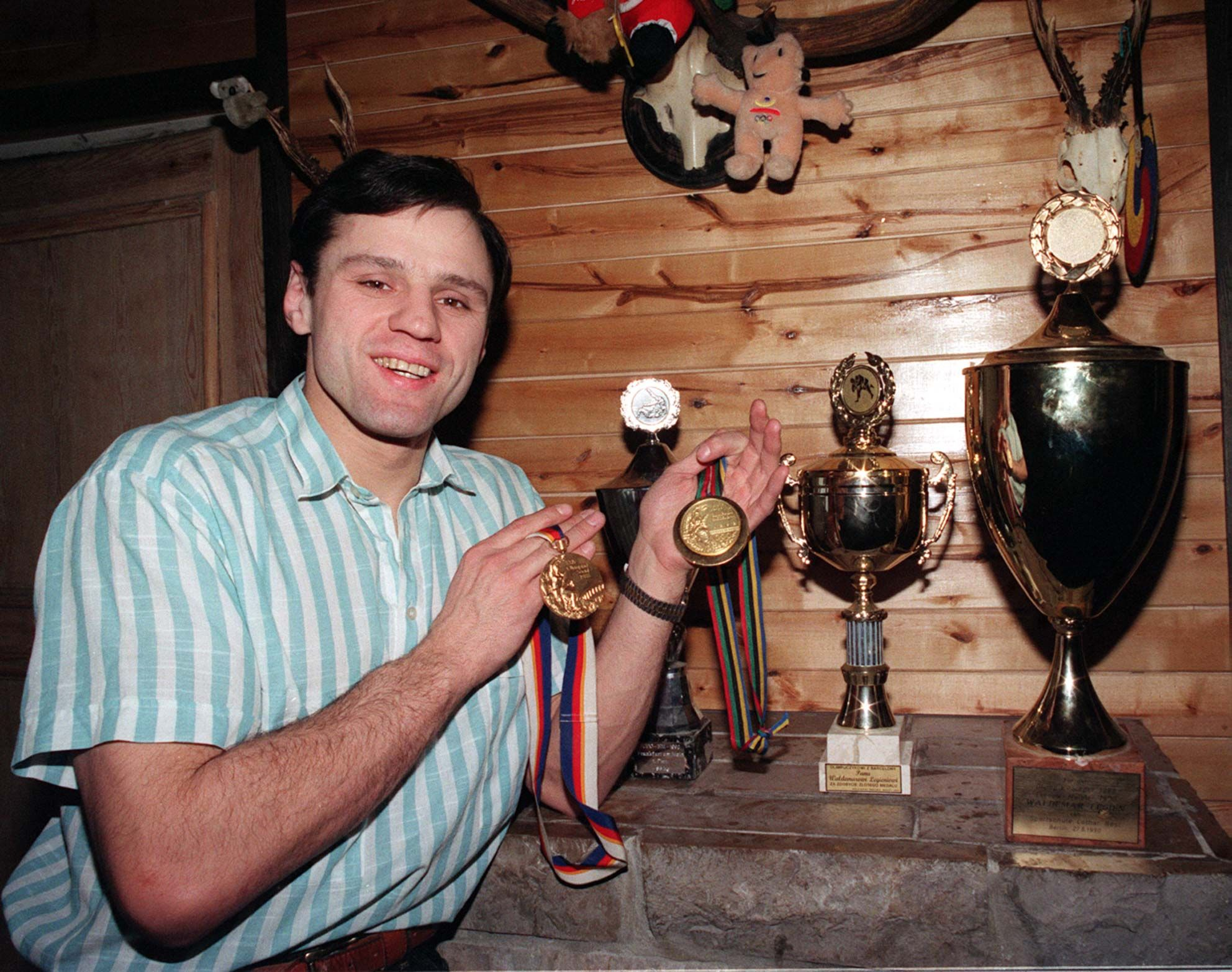
Waldemar Legień

Waldemar Legień (* 28. August 1963 in Bytom) ist ein polnischer Sportler, der bei den Olympischen Sommerspielen von Seoul 1988 und Barcelona 1992 jeweils eine Goldmedaille im Judo gewann.

## Biografie
Bereits 1981 siegte er bei der Junioreneuropameisterschaft im Leichtgewicht. 1985 gewann er seine erste große Medaille in der Erwachsenenklasse, als er bei der Europameisterschaft Zweiter im Halbmittelgewicht (Klasse bis 78 kg) wurde, im gleichen Jahr belegte er den 5. Platz bei der Weltmeisterschaft. 1986 erreichte er den dritten Platz bei der Europameisterschaft. Bronze gewann Legień auch bei der Weltmeisterschaft 1987. Seinen ersten großen Titel gewann er bei den Olympischen Spielen 1988, als er im Finale den westdeutschen Titelverteidiger Frank Wieneke besiegen konnte. 1989 wurde er erneut Dritter bei der Weltmeisterschaft.
Ab 1990 trat Legień im Mittelgewicht (Klasse bis 86 kg) an und wurde hier auf Anhieb Europameister. 1991 gewann er bei der Olympiageneralprobe in Barcelona seine Dritte Weltmeisterschafts-Bronzemedaille in Folge. Mit dem Finalsieg über den Franzosen Pascal Tayot bei den Olympischen Spielen 1992 gelang es ihm als viertem Judoka nach Wim Ruska, Peter Seisenbacher und Hitoshi Saitō zweifacher Olympiasieger zu werden. Durch Legieńs Gewichtsklassenwechsel kam es dabei zu dem Kuriosum, dass sowohl 1988 mit Seisenbacher als auch 1992 mit Legień der Olympiasieger im Mittelgewicht seine zweite Goldmedaille gewann. Erst 2004 gelang mit Tadahiro Nomura einem Judoka der dritte Olympiasieg in Folge. Neben seinen Medaillen bei internationalen Meisterschaften gewann Legień auch drei Weltcupturniere: 1989 in Warschau, 1990 in Rüsselsheim und 1991 in Leonding.
Der 1,80 m große Legień kämpfte für GKS Czarni Bytom und studierte in Danzig. Er ist Träger des 7. Dan und arbeitet seit dem Ende seiner aktiven Laufbahn als Trainer.